# 6553 Seehaus
6553 Seehaus eller 1989 GP6 är en asteroid i huvudbältet som upptäcktes den 5 april 1989 av den tyske astronomen Michael Geffert vid La Silla-observatoriet. Den är uppkallad efter den tyske målaren Paul A. Seehaus.
Asteroiden har en diameter på ungefär 10 kilometer.